# Göta Älvdalens kontrakt
Göta Älvdalens kontrakt är ett kontrakt i Göteborgs stift inom Svenska kyrkan Kontraktets församlingar omfattar båda sidor om Göta älv i Västergötland och i Bohuslän, norr om Göteborg. Det omfattar samma område som södra delen av Inlands Nordre härad, samt hela Inlands Södre härad, Ale härad, Inlands Torpe härad samt sydvästra delen av Flundre härad.
Kontraktskod är 0805. Kontraktsprost sedan 2017 är Mikael Isacson.

## Administrativ historik
Kontraktet bildades 1 april 2007 av
hela Älvsyssels södra kontrakt med 
- Kungälvs församling som 2015 uppgick i Kungälv-Ytterby församling
- Ytterby församling som 2015 uppgick i Kungälv-Ytterby församling
- Romelanda församling
- Kareby församling
- Torsby församling
- Harestads församling
- Lycke församling
- Marstrands församling
- Solberga församling
- Jörlanda församling
- Hålta församling
- Hjärtums församling
- Västerlanda församling

en del (norra) av den då upphörda Ale och Vättle kontrakt
- Starrkärrs församling som 2008 uppgick i Starrkärr-Kilanda församling
- Kilanda församling som 2008 uppgick i Starrkärr-Kilanda församling
- Nödinge församling
- Skepplanda församling som 2010 uppgick i Skepplanda-Hålanda församling
- Hålanda församling som 2010 uppgick i Skepplanda-Hålanda församling
- Ale-Skövde församling som 2010 uppgick i Lödöse församling
- Sankt Peders församling som 2010 uppgick i Lödöse församling
- Tunge församling som 2010 uppgick i Lödöse församling

- Fuxerna-Åsbräcka församling
- Fors församling som 2008 uppgick i Fors-Rommele församling som 2010 överfördes till Väne kontrakt och Skara stift
- Rommele församling som 2008 uppgick i Fors-Rommele församling som 2010 överfördes till Väne kontrakt och Skara stift
- Upphärads församling  som 2010 överfördes till Väne kontrakt och Skara stift